# مايك سوتون (مدرب كرة سلة)
مايك سوتون (بالإنجليزية: Mike Sutton)‏ هو مدرب كرة سلة أمريكي، ولد في 21 مارس 1956 في فارمفيل في الولايات المتحدة.